# Том Френдлі
Том Френдлі (англ. Tom Friendly) — вигаданий персонаж і один з другорядних героїв американського телесеріал Загублені. Том — один з Інакших і, очевидно, лояльно ставиться до Бена. Протягом першого і другого сезонів він грав грізного представника інакших і, здавалося, був їх лідером. При перших сутичках з уцілівшими на ньому була фальшива борода і старий одяг. Пізніше з'ясувалося, що таким чином інакші приховували своє справжнє походження. Зі слів Бена, Том ніхто в порівнянні з Джейкобом, їх справжнім лідером. Однак він володів певною владою і впливом, як було видно з його розмови з Ітаном, його відносин з Алекс, Пікеттом і з групою інакших, які схопили Герлі, Джека, Кейт і Соєра. Він був застрелений Соєром 21 грудня 2004 року, в останній серії 3-го сезону (В Задзеркаллі).

## Орієнтація
Спори про сексуальну орієнтацію Тома почалися після показу першої серії третього сезону, де Том говорить Кейт (Еванджелін Ліллі), що «вона — не його тип». Через кілька тижнів автори натякнули, що персонаж у результаті виявиться геєм. Підігріваючи підозри інтернет-спільноти, М. К. Гейні почав по-іншому грати свого героя, змушуючи його фліртувати з Джеком (Метью Фокс).
В одній зі сцен серії «Знайомтесь — Кевін Джонсон» Майкл приходить в готельний номер до Тома і застає того з коханцем — Артуром (Франческо Саймон). Після виходу цієї серії на екран К'юз і Лінделоф підтвердили, що сюжетна лінія, присвячена орієнтації Тома велася з початку третього сезону, але вони відчували, що треба було явно розкрити її. Лінделоф зауважив, що це був далеко не тонкий натяк. Едвард Кітсіс сказав, що «це було чудово — бачити Тома і розуміти, що він справжній джентльмен». М. К. Гейні описав це так: «У будь-якій групі людей повинен бути хтось не такий, як усі, і Том виявився цією людиною», а Гарольд Перріно зазначив, що він вважає орієнтацію Тома хорошою сценарною знахідкою.